# (11115) Kariya
(11115) Kariya (1995 WC7) – planetoida z pasa głównego asteroid okrążająca Słońce w ciągu 5,45 lat w średniej odległości 3,1 j.a. Odkryta 21 listopada 1995 roku.